# Italia futura

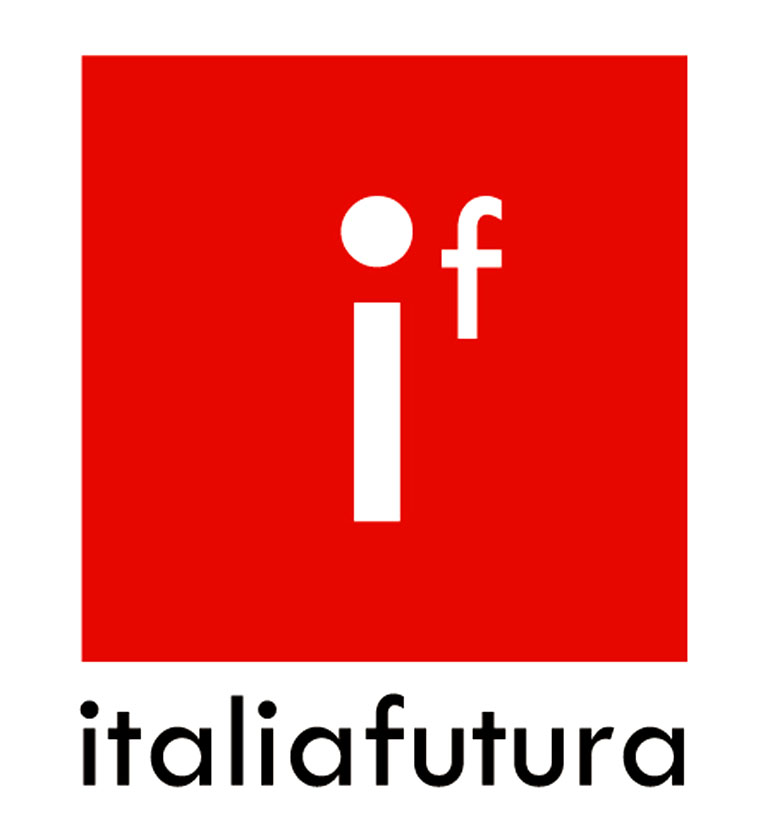
Logo d'Italia futura.

Italia futura (abrégé en If) est un think tank italien fondé en juillet 2009 par Luca di Montezemolo, comme creuset libéral et centriste.

## Historique
Le 28 décembre 2012, le think tank participe au sommet politique qui donne vie avec deux autres partis à l'Agenda Monti pour l'Italie.
Son dirigeant est Andrea Romano.